# Kirkefred
Kirkefred eller kirkefreden er betegnelsen for den fred, der skulle være i kirken og på kirkegården. I Danmark var i middelalderen og frem til slutningen af 1800-tallet strafbart at krænke kirkefreden.
Kirkefreden blev i Christian 5.’s Danske Lov fra 1683 beskrevet i sjette bog, 9. kapitel, der omhandlede husfred, kirkefred, tingsfred, vejfred og plovfred. Om kirkefreden hed det bl.a. i 6-9-16:
| Citat | Hvo som i Kirken, paa Kirkegaarden, paa Ting, eller nogen anden Stæds, som Dom og Ret settis, tager til Verie, høder, eller truer nogen Mand med vred Hue, eller væbnet Haand, enddog hand ingen Skade giør, bøde for hver Sinde hans Brødst saa findis trende tj Lod Sølv. | Citat |
|       | |       |

En tilsvarende bestemmelse fandtes i Norske Lov fra 1687. Kirkefreden var gældende i kirkerummet og på kirkegården, men var også gældende for personer, der var på vej til eller fra kirken.
Kirkefred som begreb mistede sin betydning ved indførelsen af Straffeloven af 1866.[kilde mangler] Danske lovs opdeling af "fred" i bestemte situationer (i huset, i kirken, i retten osv.) og en forskellig straf for overtrædelse af denne fredspligt, blev erstattet den nye straffelovs kapitel 18 og en generel voldsparagraf, der kriminaliserede "den, som overfalder en anden med hug og slag eller anden personlig vold".

## Begrebet kirkefred i dag
Efter bortfaldet af Danske Lovs bestemmelser om kirkefred er der i dag i kirkeretten en række bestemmelser, der omhandler brugen af kirkerummet, herunder regler om brug af kirkerummet i lov om bestyrelse og brug af folkekirkens kirker m.m., hvor det bl.a. fremgår at:
Kirken kan af menighedsrådet eller med dettes samtykke anvendes til andre kirkelige formål end gudstjenester og kirkelige handlinger. Til afholdelse af kirkekoncerter, opførelse af kirkespil og lignende kræves dog tillige tilladelse fra biskoppen, såfremt et mindretal i menighedsrådet forlanger dette. (§ 5)
I kirken skal almindelig sømmelighed iagttages, og der må intet foretages, som strider mod rummets særlige karakter. (§ 18)
Begrebet kirkefred er i dag alene en moralsk forpligtelse til at respektere, at det der sker i kirken og i kirkens nærhed ikke virker krænkende.[kilde mangler] Brugen af begrebet kirkefred er i nutidig kontekst til tider blandet sammen med begrebet Kirkeasyl. I 2009 havde en række afviste asylansøgere søgt Kirkeasyl i Brorsons Kirke i København. Da politiet ryddede kirken gav det anledning til en række protester blandt præster, som var utilfredse politiets fremfærd i kirken, og en enkelt præst hævdede, at rydning var i strid med kirkefreden. 